# 国际传播中心
国际传播中心（英語：International Communication Center, ICC）是由中华人民共和国各地方行政区设立的国有媒体机构，旨在加强对外宣传。国际传播中心受各级中共党委宣传部的监督下运作，中国日报、新华社和中国新闻社等中央直属媒体为中心提供基础设施，并作为众多机构的合作伙伴。首批国际传播中心于2018年成立，以响应中共中央总书记习近平“创新”对外宣传的号召，旨在“塑造和传播中国的国家形象、文化和价值观”。据中共中央机关刊《求是》报道，国际传播中心“根据地方宣传需求而发展”，旨在成为中国全球宣传生态系统中的“新生力量”。
国际传播中心被描述为中国软实力计划的一部分，代表着从主要由中央层面创建的对外宣传体系向由省级和地方政府创建和传播的转变，也由此演变为一场全国性的“讲好中国故事”运动。某些国际传播中心的信息传递针对特定的地理大区和国家，并充当汇集司法媒体资源的融合中心:5。这些机构也利用海外机构合作伙伴来扩大影响力，并利用外国人的草根营销进行宣传。

## 历史
2018年，重庆市成立了中华人民共和国第一个省级国际传播中心，以iChongqing作为品牌。该中心于2023年8月更名为“西部国际传播中心”。ProPublica曾对其社交媒体账户进行记录，以淡化2022年冬季奥林匹克运动会上可能对中华人民共和国产生负面影响的担忧和争议。同样在2018年，《甘肃日报》与中共甘肃省委宣传部联合成立了甘肃国际传播中心。2020年，《四川日报》与中共四川省委联合成立了四川国际传播中心。2022年5月，《中国日报》和中共云南省委宣传部建立南亚东南亚区域国际传播中心，以多种地区语言发布内容。2022年6月，中共江苏省委机关报《新华日报》成立了以“JiangsuNow”为名的国际传播中心:8。
2021年至2023年，中华人民共和国已成立30多个地方级国际传播中心。2023年6月，各地国际传播中心组建全国性协会，以更好协调其工作。同月，深圳广播电影电视集团成立国际传播中心。
2023年7月，福建省广播影视集团在中共福建省委的指示下成立国际传播中心，该中心同时加挂“福建台港澳传播中心”牌子:13。福建国际传播中心在数个平台开设账户，发布反对台湾泛綠阵营（尤其是民进党）的内容:14。其亦通过HolaFujian品牌运营社交媒体账户，重点关注日本和印度尼西亚:20。2023年10月，上海报业集团成立国际传播中心，英文名称为Shanghai Global News Network，简称SGNN。上海广播电视台亦成立了上海文广国际传播中心，以ShanghaiEye（魔都眼）名称统一对外宣传品牌:11。
2023年11月，广东省成立广东国际传播中心，以GDToday和Daily Bae的品牌运作。同月，山东省在省属机构山东广播电视台下成立国际传播中心。2024年1月，河北省成立长城国际传播中心。长城国际传播中心随后与巴西通讯社合作，并在米兰设立联络站:18。2024年2月，香港《大公报》与黑龙江日报报业集团合作成立黑龙江东北亚国际传播中心，重点关注对俄罗斯和韩国的外宣工作:19。
2024年5月，《浙江日报》建立浙江国际传播中心:9。次月与宁波诺丁汉大学签署合作协议。浙江省至少拥有16个独立运行的国际传播中心。2024年6月，天津市成立国际传播中心，旨在“服务于国家整体公共外交”。2024年6月，四川国际合作中心与快手合作，在巴西圣保罗成立分中心。2024年9月，中共西藏自治区党委在拉萨市成立国际传播中心，旨在重塑西藏形象，但国际声援西藏运动对此次成立的举动表示谴责。2024年12月，新疆网信办宣布成立新疆国际传播中心，广州日报报业集团也成立了国际传播中心。2025年2月，温州市国际传播中心与意大利普拉托当地的一个华侨团体建立了联络处。
截至2024年12月，中华人民共和国各地方已建立国际传播中心超过70个。

## 建设与运营
各地的国际传播中心建设共存在五种模式，包括央地合作模式、报业自建模式、广电自建模式、“报业+广电”共建模式以及区域性模式。尽管国际传播的总体战略仍由中央主导，但不同于中国环球电视网等中央对外宣传机构发布的内容涉及敏感话题，大部分的国际传播中心在Facebook、YouTube、Instagram、TikTok等平台运营账号，在各级宣传部门和媒体集团的执行下，发布与中国相关的非敏感内容，包括好人好事、工程建设、技术创新、农业发展、乡村振兴、风景与美食，以及当地举办的国际活动和外籍人士活动:10。也有的国际传播中心会依据当地特色、面向不同国家受众制作不同的节目，如四川国际传播中心制作的《熊猫每日秀》:10；湖北国际传播中心则会根据不同国家的受众需求推送不同的节目。而广西广播电视台对外传播中心则以译制影视作品为主营业务。
国际传播中心亦会聘请宣传大使协助对外宣传，头衔包括“海外推介大使”、“海外传播官”、“海外推荐官”和“中华文化全球传播使者”等:17，有时亦会面向当地的外籍人士举办活动。
在硬件设施方面，国际传播中心设有直连国际的互联网，不受防火长城的干扰。

## 影响与评价
台湾开南大学人文社会学院院长张执中表示，国际传播中心倘若仅遵循中央的宣传路线，而不听取受众情况，则会影响宣传效果；中国传媒研究计划主任班志远认为，成立国际传播中心本质上是将中国对外传播的工作从中央下沉到地方，实际上是在原有基础上新增一个宣传层次，进一步扩大宣传面。英国公共外交学者任格雷认为，设立国际传播中心“是明智的举措”，认为中国宣传机构“不能清一色的对所有外国人进行相同的宣传，而是需要‘有的放矢’”。
国际传播中心的发展进程中，亦存在一些问题。由于国际传播中心所需人才需要拥有海外学习生活经历，以及达到母语水平的外语技能，而各地国际传播中心整体经济实力较为薄弱，加上政策和人力成本等原因难以引进高层次人才和外籍专家，特别是2019冠状病毒病疫情后海外人才大量流失。因此，一些地方的国际传播中心已经与境外大学签署人才合作协议。与此同时，国际传播中心的自我造血能力不足、内容传播等方面也是需要解决的问题。另外国际传播中心在入驻平台的表现并不出众，大部分的账号关注者数量偏少。